# Сосновая (Брестская область)
Сосно́вая (бел. Сасновая) — деревня в Барановичском районе Брестской области Белоруссии. Входит в состав Жемчужненского сельсовета. Население — 44 человека (2023).

## География
К востоку от деревни протекает река Жеребиловка, левый приток реки Лохозва. Имеется кладбище, до недавнего времени действовал магазин. К юго-западу от деревни находится молочно-товарная ферма, также действует фермерское хозяйство «Сосновая», занимающееся рыболовством и садоводством.

## История
Впервые упоминается в 1603 году в документах Слонимского земского суда города Слонима.
По переписи 1897 года — деревня Жеребиловичи Новомышской волости Новогрудского уезда Минской губернии, 19 дворов, хлебозапасный магазин. В 1909 году — 46 дворов. С 1921 года в гмине Новая Мышь Барановичского повета Новогрудского воеводства Польши. По переписи 1921 года в деревне проживал 141 человек (62 мужчины, 79 женщин) в 27 жилых зданиях, из них 140 поляков и 1 представитель другой национальности (по вероисповеданию — 105 православных и 36 римских католиков). К началу Второй мировой войны в деревне было 55 дворов.
С 1939 года в составе БССР. С 15 января 1940 года в Новомышском районе Барановичской, с 8 января 1954 года Брестской областей, 8 апреля 1957 года район переименован в Барановичский. С 12 октября 1940 года до 16 июля 1954 года — центр Жеребиловичского сельсовета.
С конца июня 1941 года до июля 1944 года деревня была оккупирована немецко-фашистскими захватчиками. На фронтах войны погибли 13 сельчан.
В 1964 году деревня Жербиловичи переименована в Сосновую. До 1985 года она входила в состав Полонковского сельсовета.

## Население
По состоянию на 1 января 2023 года в деревне проживало 44 человека в 29 хозяйствах, в том числе 2 моложе трудоспособного возраста, 23 — в трудоспособном возрасте и 19 — старше трудоспособного возраста.
| Численность населения (по переписи) | Численность населения (по переписи) | Численность населения (по переписи) | Численность населения (по переписи) | Численность населения (по переписи) | Численность населения (по переписи) | Численность населения (по переписи) |
| 1897                                | 1909                                | 1921                                | 1959                                | 1999                                | 2009                                | 2019                                |
| ----------------------------------- | ----------------------------------- | ----------------------------------- | ----------------------------------- | ----------------------------------- | ----------------------------------- | ----------------------------------- |
| 215                                 | ↗359                                | ↘141                                | ↗231                                | ↘115                                | ↘72                                 | ↘53                                 |

## Достопримечательности
- В 5 километрах к юго-западу от деревни находится памятник землякам — в память о 10 земляках, погибших на фронтах Великой Отечественной войны. В 1984 году установлен обелиск[8].